# Präparandenanstalt Petershagen
Die Präparandenanstalt Petershagen war ein Lehrerbildungsinstitut in der ostwestfälischen Stadt Petershagen, das von 1792 an existierte und heute ein Teil des Gymnasiums Petershagen ist.

## Geschichte
1792 wurde das „Kleinen Seminar“ in Petershagen gegründet. 1819 wurde es dann nach Gründung der Provinz Westfalen aufgelöst, denn bereits 1806 war ein Lehrerseminar für die Provinz Westfalen in Soest gegründet worden. Darauf wurde sie 1823 als Präparandenanstalt, und damit als Vorbereitung für das Lehrerseminar in Soest wieder eröffnet. 1831 wurde es dann zum vollgültigen Lehrerseminar erhoben, das von 1876 bis 1913 sämtliche Petershagener Kinder beschulte. 1922 ging es in die deutsche Oberschule (Aufbauschule) über, die ihrerseits aus städtischen Rektoratsschule entstanden war. Die Taubstummenanstalt am gleichen Standort existierte von 1851 bis 1930 und war bis 1871 mit der Präparandenanstalt verbunden. Die Taubstummenanstalt wandelte sich in eine Blindenanstalt, die bis 1939 existierte. Seit 1949 war sie die Schifferberufsschule des Kreises Minden, mit angeschlossenem Schiffsjungenheim. Inzwischen gehört das Gebäude der Lehrerbildungsanstalt als A-Trakt zum Gymnasium Petershagen und steht unter Denkmalschutz.